# دانييل وولارد
دانييل وولارد (بالإنجليزية: Daniel Woolard)‏ (22 مايو 1984 ببيدفورد في الولايات المتحدة - ) هو لاعب كرة قدم أمريكي في مركز الدفاع. لعب مع دي.سي. يونايتد وشيكاغو فاير ونادي شمال كارولاينا وDFW Tornados ‏.

## روابط خارجية
- دانييل وولارد على موقع الدوري الأمريكي (الإنجليزية)
- دانييل وولارد على موقع قاعدة بيانات كرة القدم.إي يو (الإنجليزية)